# Bosnisch-herzegowinische Fußballnationalmannschaft der Frauen
Die bosnisch-herzegowinische Fußballnationalmannschaft der Frauen repräsentiert Bosnien und Herzegowina im internationalen Frauenfußball. Die Nationalmannschaft ist dem bosnisch-herzegowinischen Fußballverband unterstellt und ist seit 1997 aktiv. Trainiert wird die Mannschaft von Selver Hodžić.
Die Mannschaft gehört in Europa zur B-Klasse, d. h., sie konnte sich teilweise nicht direkt für die Welt- und Europameisterschaften qualifizieren, sondern musste sich erst während einer laufenden Qualifikation für die folgende direkte Qualifikation qualifizieren. Das ist ihr bisher noch nicht gelungen. Erst für die EM 2013 nimmt Bosnien-Herzegowina an der direkten Qualifikation teil und trifft dabei auf die Italienerinnen, gegen die im ersten Spiel nur 0:1 verloren wurde, Russland, Polen, Griechenland und Mazedonien.
Ihr erstes Spiel bestritt sie gegen die Slowakei im September 1997, im Rahmen der Qualifikation zur Weltmeisterschaft 1999. Als Gruppenletzter konnte man sich nicht für die Qualifikation zur WM 2003 qualifizieren. Auch bei der folgenden Qualifikation 2003 konnte man sich nicht für die Qualifikation zur WM 2007 qualifizieren. 2004 nahm sie an der Qualifikation zur Europameisterschaft teil. Dort verlor man zunächst gegen Irland mit 1:4 und gegen Kroatien mit 1:6. Das dritte Spiel gegen Malta wurde mit 2:0 gewonnen. Das vierte Spiel ging überraschend 0:0 gegen Rumänien aus.
In der Qualifikation zur Weltmeisterschaft 2007 startete man als Außenseiter gegen die überlegenen Sloweninnen und Kroatinnen mit jeweils 0:2. Danach konnte man gegen Malta mit 1:0 gewinnen, bevor man gegen Slowenien wieder ein 1:6 einstecken musste. In den letzten beiden Spielen holte man dann überraschend 4 Punkte. Man gewann gegen Kroatien 2:1 und spielte gegen Malta 1:1.  Im Herbst 2007 gewann man noch das Miniturnier in Sarajevo, indem man gegen Luxemburg 3:2, gegen Malta 1:0 und gegen Island 2:1 gewann.
In der Qualifikation zur EM 2009, starteten die „Cure“ überraschend gut. Zunächst konnte man gegen Armenien ein 1:1 rausholen und anschließend gegen Lettland 4:1 gewinnen. Zum Weiterkommen hätte ein Sieg gegen die Mannschaft aus Israel gereicht. Israel ging 2:0 in Führung, doch Bosnien konnte noch einholen. Kurz vor Schluss erzielte Israel dann noch zwei Tore und Bosnien verkürzte dann nur noch zum 3:4.
Zum Trost gewannen dann die bosnischen Frauen überraschend das 6-Länder Turnier auf Zypern.
Bosnien gewann in diesem Turnier zunächst gegen Griechenland (1:0) und gegen Zypern (3:1), verlor dann aber gegen Wales mit 0:3 und spielte gegen Jamaika nur 1:1. Am letzten Spieltag siegten die „Cure“ überraschend mit 1:0 gegen Portugal und sicherte sich somit den 1. Platz.

## Turnierbilanz

### Weltmeisterschaft
| - 1991: nicht teilgenommen (noch kein eigener Staat) - 1995: nicht teilgenommen (erstes Länderspiel erst 1997) - 1999: nicht qualifiziert - 2003: nicht qualifiziert - 2007: nicht qualifiziert | - 2011: nicht qualifiziert - 2015: nicht qualifiziert - 2019: nicht qualifiziert - 2023: nicht qualifiziert (in der ersten Play-off-Runde an Wales gescheitert) |

### Europameisterschaft
| - 1984: nicht teilgenommen (noch kein eigener Staat) - 1987: nicht teilgenommen (noch kein eigener Staat) - 1989: nicht teilgenommen (noch kein eigener Staat) - 1991: nicht teilgenommen (noch kein eigener Staat) - 1993: nicht teilgenommen (erstes Länderspiel erst 1997) - 1995: nicht teilgenommen (erstes Länderspiel erst 1997) - 1997: nicht teilgenommen (erstes Länderspiel nach Ende der Qualifikation) | - 2001: nicht qualifiziert - 2005: nicht qualifiziert - 2009: nicht qualifiziert - 2013: nicht qualifiziert - 2017: nicht qualifiziert - 2022: nicht qualifiziert - 2025: nicht qualifiziert |

### Olympische Spiele
Die Qualifikation erfolgte bis 2020 über die WM-Endrunde, ab 2024 über die UEFA Women’s Nations League.
| - 1996: nicht teilgenommen (erstes Länderspiel erst 1997) - 2000: nicht teilgenommen - 2004: nicht qualifiziert - 2008: nicht qualifiziert | - 2012: nicht qualifiziert - 2016: nicht qualifiziert - 2020: nicht qualifiziert - 2024: Keine Möglichkeit sich zu qualifizieren |

### Nations League
- 2023/24: Liga B4 – 2. Platz, Play-off gegen Schweden verloren
- 2025: Liga B1 – 3. Platz, Abstieg in Liga C für die Qualifikation zur WM 2027

## Spiele gegen Nationalmannschaften aus dem deutschsprachigen Raum
Bisher gab es noch keine Spiele gegen Deutschland, Österreich oder die Schweiz.